# Герстен (Рендсбург-Екернферде)
Герстен (нім. Hörsten) — громада в Німеччині, розташована в землі Шлезвіг-Гольштейн. Входить до складу району Рендсбург-Екернферде. Складова частина об'єднання громад Єфенштедт.
Площа — 8,82 км2. Населення становить 55 ос. (станом на 31 грудня 2020).